# Can Pastells
Can Pastells és una masia de Riudarenes (Selva) inclosa a l'Inventari del Patrimoni Arquitectònic de Catalunya.

## Descripció
Es tracta d'un edifici de dues plantes i teulada a dues aigües, de les quals el costat dret és a un nivell una mica més baix, no és simètrica. El portal, situat al centre, és adovellat i les finestres emmarcades amb pedra amb l'ampit motllurat. Les dues finestres a banda i banda del portal, de la planta baixa, presenten una reixa de ferro forjat que les protegeix. La finestra central porta la data de 1763 inscrita a la llinda. Davant l'entrada hi ha dos esglaons de pedra i a la dreta, un banc també de pedra, adossat a la paret. Al costat esquerre hi ha dos contraforts perpendiculars a la façana. Per sobre la porta i a la dreta hi ha un rellotge de sol. La casa té altres dependències i una d'elles és el porxo adossat, a mà esquerra. Una de les columnes de pedra que sostenta el porxo té la data inscrita de 1769. Tot i la reforma, l'edifici manté l'estructura original i alguns elements com ara el forn semicircular, situat a la paret lateral. L'edifici té un cos adossat al costat esquerre.
A l'interior es mantenen els forjats originals i l'encavallat de fusta de la teulada amb una gran biga central que pren la forma triangular dels dos vessants. Les portes interiors són d'arc de mig punt adovellades.

## Història
La construcció principal actual és del segle xviii i és el resultat de diverses ampliacions, però probablement l'edifici primitiu data del segle xv. Ha sofert una restauració fa pocs anys que respecta l'estructura i els elements originals. Actualment s'ha subdividit en tres habitatges amb entrades independents.